# Rigor Sardonicous
 (juillet 2019).
Rigor Sardonicous est un groupe de doom et death metal américain originaire du Long Island, à New York, formé en 1988. Il fait partie d'un des premiers groupes du genre encore actif aujourd'hui, aux côtés des groupes Evoken et Novembers Doom. Dans une interview, le groupe déclare être influencé par les passages lents de groupes de death metal comme Obituary, Winter et Autopsy. 
Le nom du groupe veut dire rigide et sardonique en latin; la grande majorité de leurs titres de chansons et d'albums sont dans cette langue, mais les paroles sont quand même entièrement en anglais.

## Biographie
Rigor Sardonicous est fondé en 1988 par le bassiste Glenn Hampton et rejoint par le chanteur-guitariste Joseph J. Fogarazzo en 1990. En 1999, après plusieurs changements de line-up, le groupe sort son premier album, Apocalypsis Damnare, suivi d'un split avec Dimentianon nommé Amores Defunctus Tuus Mater en 2002 et du deuxième album Principia Sardonica en 2004. 
En 2005, le groupe réenregistre Apocalypsis Damnare. La même chose se produit en 2006 lorsque la première démo Risus Ex Mortuus est réenregistrée et sorti chez le label russe Endless Desperation Records. Le groupe sort Vallis Ex Umbra De Mortuus en 2008 et Ego Deligio Vos en 2012. La même année, l'album live Vivescere Exitium sort en cassette en édition limitée de 200 exemplaires. Les enregistrements proviennent d'un concert à New York le 14 août 2009. Le concert est également disponible depuis la même année en téléchargement gratuit.

## Style musical
Selon Eduardo Rivadavia d'AllMusic, le groupe joue un funeral doom obscure. Le groupe est influencé par des groupes comme Obituary, Winter et Autopsy. La batterie est extrêmement lente et est dominée par une boîte à rythmes. Dans sa critique de la nouvelle version enregistrée de Apocalypsis Damnare, Ignacio Coluccio a écrit à maelstromzine.com "qu'il est désormais possible d'entendre une meilleure division entre la voix et la guitare électrique. Le groupe joue une version goregrind du funeral doom, avec des guitares atténuées, des boîtes à rythmes et un pitch shifter, mais contrairement au goregrind, les chansons ne sont qu'entre 40 et 60 bpm. Si vous jouiez un doom metal très sophistiqué et majestueux, il devient influencé par des groupes tels que Thergothon et Disembowelment. Neil Pretorius de metal-observer.com a décrit le son de Ego Deligio Vos comme "un funeral doom classique influencé par des groupes comme Skepticism et Thergothon. La guitare électrique et la batterie sont extrêmement lents et le grognement est effrayant et presque impossible à comprendre. Dans des chansons comme Hilarus Sperablis, on a presque le sentiment d'entendre une chanson de God Is to Astronaut. Les chansons oscillent donc entre une atmosphère belle et oppressante." Pretorius l'a comparé avec The Beauty and the Beast. De plus, l’album est truffé de répétitions.

## Membres

### Membres actuels
- Joseph Fogarazzo – guitare, voix (depuis 1990)
- Glenn Hampton – basse (depuis 1988)

### Anciens membres
- Ryan Böhlmann – batterie (session seulement)
- Gabe Madsen – batterie (1988–1991)
- Steve Moran – basse (2004–2005)

## Discographie

### Albums studio
- 1999 : Apocalypsis Damnare
- 2004 : Principia Sardonica
- 2008 : Vallis Ex Umbra De Mortuus
- 2012 : Ego Deligio Vos

### Démos
- 1994 : Risus Ex Mortuus

### EPs et splits
- 2002 : The Forgotten / Rigor Sardonicous (split avec The Forgotten)
- 2007 : Amores Defunctus Tuus Mater (split avec Dimentianon)
- 2018 : Ridenti Mortuus (EP)